# Švošov
Švošov és un poble i municipi d'Eslovàquia que es troba a la regió de Žilina, al centre-nord del país. El 2023 tenia 860 habitants.

## Demografia
| Godina             | 1994 | 2004   | 2014   | 2024   |
| ------------------ | ---- | ------ | ------ | ------ |
| Nombre de persones | 772  | 824    | 818    | 864    |
| Diferència         |      | +6,73% | −0,72% | +5,62% |

| Godina             | 2023 | 2024   |
| ------------------ | ---- | ------ |
| Nombre de persones | 860  | 864    |
| Diferència         |      | +0,46% |